# ブロモクロロフルオロメタン
ブロモクロロフルオロメタン(英語: Bromochlorofluoromethaneは分子式CHFClBrで表されるトリハロメタンである。もっとも単純で、かつ安定に存在するキラル化合物であり、キラル化学の基礎研究に用いられている。現在では多くの分離法が存在するが、最初に合成されてから１世紀近くもの間、エナンチオマー同士の分離に成功しなかった。また、最新の量子力学の研究においてはパリティ対称性の破れの観測実験に使われている。